# Severino Gazzelloni
Severino Gazzelloni (5. januar 1919 – 21. november 1992) var en italiensk fløjtenist. Han blev født i Roccasecca og døde i Cassino. Gazzelloni var førstefløjtenist i RAI-orkestret i 30 år og fik tilegnet sig mange værker: Blandt de komponister, der skrev værker til ham, var Luciano Berio, Pierre Boulez, Bruno Maderna, Luigi Nono og Igor Stravinsky.
Gazzelloni underviste også i fløjte. Foruden mange klassiske fløjtenister, heriblandt Abbie de Quant, Roberto Fabbriciani og Lise Stolarczyk, befinder også jazzfløjtenisten Eric Dolphy sig også blandt hans elever. Gazzelloni deltog i Darmstädter Ferienkurse.